# Clarence Ray Carpenter
Pour les articles homonymes, voir Carpenter.
Clarence Ray Carpenter est un primatologue américain né le 28 novembre 1905 dans le Comté de Lincoln (Caroline du Nord) et mort le 1er mars 1975 à Athens (Géorgie). Il fut l'un des premiers chercheurs scientifiques à filmer le comportement des primates dans leur environnement naturel.
Carpenter obtient sa maîtrise en sciences à l'Université Duke en 1929, où il étudie notamment avec le professeur William McDougall. Il entre ensuite à l'Université Stanford, où il travaille avec le Calvin Perry Stone (en) et obtient un doctorat en 1932. Ses premières recherches portent sur le comportement social des pigeons. De 1931 à 1934, il mène une vaste étude de terrain sur les hurleurs et les singes-arraignées au Panama sous le parrainage du professeur Robert Yerkes.